# El Sumidero
El Sumidero är en ort i Mexiko.   Den ligger i kommunen Santa Lucía Miahuatlán och delstaten Oaxaca, i den sydöstra delen av landet, 400 km sydost om huvudstaden Mexico City. El Sumidero ligger 2 056 meter över havet och antalet invånare är 320.
Terrängen runt El Sumidero är kuperad åt nordost, men åt sydväst är den bergig. Terrängen runt El Sumidero sluttar söderut. Runt El Sumidero är det glesbefolkat, med 16 invånare per kvadratkilometer. Närmaste större samhälle är Miahuatlán de Porfirio Díaz, 14,4 km norr om El Sumidero. I omgivningarna runt El Sumidero växer huvudsakligen savannskog.